# Połom (Powiat Olecki)

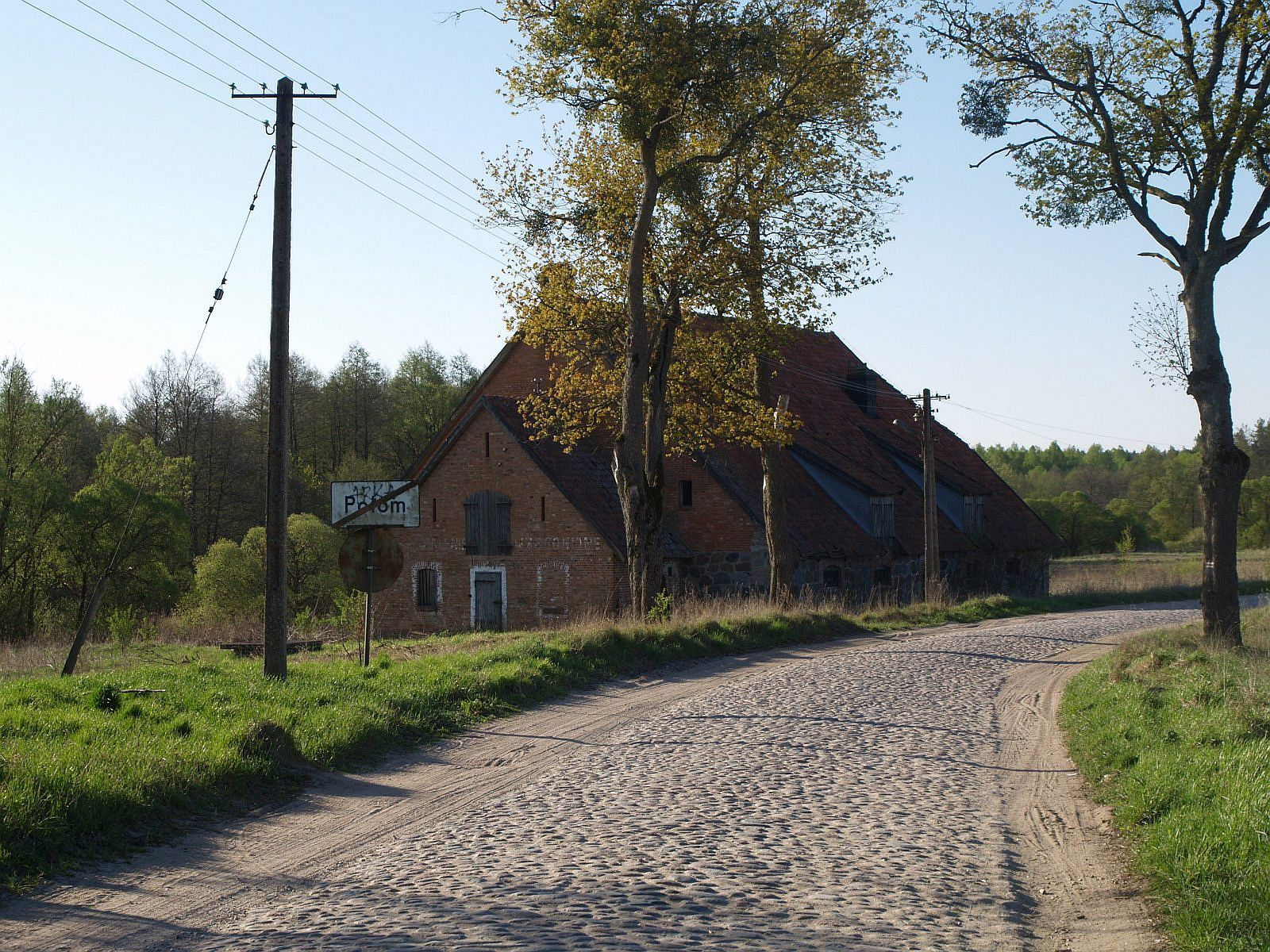

Połom (deutsch Polommen, 1938 bis 1945 Herzogsmühle) ist ein Dorf in der polnischen Woiwodschaft Ermland-Masuren, das zur Landgemeinde Świętajno (Schwentainen) im Powiat Olecki (Kreis Oletzko, 1933 bis 1945 Kreis Treuburg) gehört.

## Geographische Lage
Połom liegt in der östlichen Mitte der Woiwodschaft Ermland-Masuren, 17 Kilometer südwestlich der Kreisstadt Olecko (Marggrabowa, umgangssprachlich auch Oletzko, 1928 bis 1945 Treuburg).

## Geschichte
Das 1540 gegründete Pohlom bestand vor 1945 aus einem großen Gut und einer Försterei. Vor 1785 hieß der Ort Pohlomy, danach bis 1938 Polommen. Vor 1908 wurde der Gutsbezirk Polommen in den Amtsbezirk Schwentainen (polnisch Świętajno) eingegliedert. Die Einwohnerzahl belief sich im Jahr 1910 auf 238.
Aufgrund der Bestimmungen des Versailler Vertrags stimmte die Bevölkerung im Abstimmungsgebiet Allenstein, zu dem Polommen gehörte, am 11. Juli 1920 über die weitere staatliche Zugehörigkeit zu Ostpreußen (und damit zu Deutschland) oder den Anschluss an Polen ab. In Polommen stimmten 128 Einwohner für den Verbleib bei Ostpreußen, auf Polen entfiel eine Stimme.
Am 30. September 1928 schlossen sich der Gutsbezirk Lycker Forst (Försterei Polommen und Theerbude) sowie der Gutsbezirk Polommen mit dem Gutsbezirk Röbel (polnisch Kije), bisher Amtsbezirk Wessolowen, zur neuen Landgemeinde Polommen zusammen. Die Einwohnerzahl stieg bis 1933 auf 405 und betrug 1939 noch 376.
Am 3. Juni 1938 wurde Polommen aus politisch-ideologischen Gründen der Vermeidung fremdländisch klingender Ortsnamen in „Herzogsmühle“ umbenannt. In Kriegsfolge kam der Ort 1945 mit dem gesamten südlichen Ostpreußen zu Polen und erhielt die polnische Namensform „Połom“. Heute ist er Sitz eines Schulzenamtes (polnisch sołectwo) und eine Ortschaft im Verbund der Landgemeinde Świętajno (Schwentainen) im Powiat Olecki (Kreis Oletzko, 1933 bis 1945 Kreis Treuburg), vor 1998 der Woiwodschaft Suwałki, seither der Woiwodschaft Ermland-Masuren zugehörig.

## Religionen
Bis 1945 war Polommen in die evangelische Kirche Schwentainen in der Kirchenprovinz Ostpreußen der Kirche der Altpreußischen Union und in die katholische Pfarrkirche Marggrabowa (1928 bis 1945 Treuburg, polnisch Olecko) im Bistum Ermland eingepfarrt.
Die nächstliegende evangelische Kirchengemeinde heute ist Wydminy (Widminnen), eine Filialgemeinde der Pfarrei Giżycko (Lötzen) in der Diözese Masuren der Evangelisch-Augsburgischen Kirche in Polen. Katholischerseits gehört Połom zur Pfarrkirche Świętajno im Bistum Ełk (Lyck) der Römisch-katholischen Kirche in Polen.

## Verkehr
Połom ist von der Woiwodschaftsstraße DW 655 aus über Dunajek (Duneyken, 1938 bis 1945 Duneiken) und Wronki (Wronken, 1938 bis 1945 Fronicken) zu erreichen. Über Straduny (Stradaunen) besteht Anschluss an die polnische Landesstraße DK 65 (einstige deutsche Reichsstraße 132). 